# Quiñenco (empresa)
Quiñenco S.A. es uno de los más grandes conglomerados empresariales de Chile. Tiene participación en empresas de los rubros financiero (Banco de Chile), bebidas alcohólicas y analcohólicas (CCU), manufacturero (Nexans), energía (Enex), transporte (CSAV / Hapag-Lloyd) y servicios portuarios (SAAM). Los activos gestionados por Quiñenco tienen una valoración de US$ 113.200 millones y las empresas en las que participa emplean a 75.000 personas en 136 países.
Quiñenco fue creada en 1957 como empresa forestal. Hoy es la matriz de las inversiones financieras e industriales del Grupo Luksic y sus acciones se transan en el mercado bursátil chileno.El 82,9% de su propiedad pertenece al Grupo Luksic; el resto está en poder de accionistas minoritarios. 

## Empresas
Las principales empresas filiales y coligadas que forman parte de Quiñenco a diciembre de 2024, son:
| Sector               | Empresa        | % de la propiedad               | Productos/actividad                                                                                  | Países en los que está presente                                                                                        |
| -------------------- | -------------- | ------------------------------- | --- | --- |
| Financiero           | Banco de Chile | 46,3%                           | Colocaciones Depósitos                                                                               | Chile |
| Bebidas              | CCU            | 65,9% (en alianza con Heineken) | Producción y comercialización de cervezas, licores, vinos, aguas, néctares y bebidas no alcohólicas. | Chile, Argentina, Uruguay, Paraguay, Colombia y Bolivia                                                                |
| Manufacturero        | Nexans         | 14,2%                           | Producción de soluciones de electrificación                                                          | Global (presencia en 51 países)                                                                                        |
| Energía              | Enex           | 100%                            | Combustible Estaciones de servicio                                                                   | Chile, Estados Unidos y Paraguay                                                                                       |
| Transporte           | CSAV           | 66,5%                           | Canal de inversión en Hapag-Lloyd                                                                    | |
|                      | Hapag Lloyd    | 30% (a través de CSAV)          | Transporte de portacontenedores                                                                      | Global |
| Servicios portuarios | SM SAAM        | 62,6%                           | Remolcadores Terminales portuarios Logística                                                         | Chile, Brasil, Canadá, Colombia, Costa Rica, Ecuador, El Salvador, Guatemala, Honduras, México Panamá, Perú, y Uruguay |

## Socios
Una de las características que ha marcado el desarrollo de los negocios de Quiñenco ha sido la incorporación de socios en sus diversas líneas de negocios. De esta forma, a través de alianzas comerciales o pactos de accionistas, el holding chileno ha logrado sumar a empresas globales a la gestión y desarrollo de sus compañías. 
En el negocio financiero, en el año 2007 Quiñenco suscribió un acuerdo para fusionar las operaciones de Banco de Chile con las de Citibank, incorporando a Citigroup a la propiedad de Banco de Chile. 
En segmento de bebidas, donde Quiñenco está presente a través de CCU, la empresa cuenta con una alianza estratégica con Heineken para ser socios en partes iguales de IRSA, sociedad que actualmente controla el 65,87% de CCU. 
En el segmento de transportes, en 2014 Quiñenco fusionó el negocio de portacontenedores de CSAV con el de Hapag-Lloyd y firmó un pacto de accionistas junto a la ciudad de Hamburgo y Kühne Maritime, lo que permitió al grupo chileno entrar a la propiedad de la quinta naviera más grande del mundo. 
En el sector manufacturero, en 2007 Quiñenco vendió las operaciones de Madeco a Nexans, uno de los principales productores de cables a nivel global. Actualmente posee el 28,9% de la propiedad. 
En energía, desde 2011 Quiñenco cuenta con la licencia para operar las estaciones de servicios en Chile bajo la marca Shell, uno de los líderes mundiales en la industria. 
En cuanto al segmento portuario y logística, SM SAAM cuenta con diversas alianzas con operadores locales y globales, entre los que destacan SSA Marine, el mayor operador de terminales portuarios en Estados Unidos.

## Controversias
A fines de 2000, Quiñenco obtuvo del BancoEstado, durante la presidencia de Jaime Estévez, un polémico préstamo de US$ 138 millones, que le permitió adquirir el 51% del Banco de Chile.
En febrero de 2012, el holding demolió una casona de Huéspedes de Federico Schwager de 1870, ubicada en sus terrenos de la ciudad de Coronel, El Concejo Municipal y algunas agrupaciones culturales pidieron que dicha construcción fuese donada a la comunidad, para intentar restaurarla y construir ahí una Casa de las Artes. Los inmuebles de la casona estaban deteriorados desde el Terremoto de Chile de 2010, pero algunos consideraban que su estructura podía haberse restaurado.